# Герб Чорнобая
Герб Чорнобая — офіційний символ селища міського типу Чорнобай, затверджений рішенням Чорнобаївської селищної ради № 3-1 від 18 вересня 2002 року.

## Опис
У зеленому полі два золоті снопи, покладені навхрест, над якими розміщено срібний конюшиновидний хрест. У нижній частині щита – чорна тригірна база, окантована зверху сріблом, на якій лежить золота стріла, покладена в балку вістрям праворуч. Щит увінчаний срібною міською короною й обрамований двома зеленими паростками хмелю з шишками натурального кольору. У нижній частині на паростки накладено срібну девізну стрічка з написом чорними буквами «Чорнобай».

## Пояснення символіки
З давніх часів головним заняттям жителів селища Чорнобай було сільське господарство. Тому основними елементами герба є символи, пов'язані з вирощуванням сільськогосподарських культур.
Зелений колір поля в щиті герба й золоті снопи, зображені на ньому, символізують життя. Покладені навхрест снопи і срібний хрест над ними, кажуть про те, що частина земель довгий час належала Києво-Печерській лаврі. Ченці обробляли поля і заготовляли для потреб монастиря сільськогосподарську продукцію. Зображення хреста в гербі є нагадуванням про церкви Варвари і Георгія, які майже сторіччя були окрасою і символом Чорнобая.
У Чорнобаї і навколо нього є велика кількість курганів — тому в основі щита герба присутнє зображення цих свідків сивої давнини. Про це нагадує й срібна лінія над ними. Ця лінія символізує також річку Ірклій, яка протікає через селище.
Перші згадки про Чорнобай свідчать про те, що селище було засновано козаками Кропивнянської сотні Переяславського полку. Символічне зображення цієї події — золота стріла, як один з атрибутів козаків, покладена в чорному полі. Вона ж була необхідною зброєю кочових народів, які проживали на цих землях і залишили після себе кургани. Золото символізує славу та багатство. Чорне поле — це чорноземи, на яких розташований Чорнобай.
Щит вінчає корона, що є знаком приналежності герба населеному пункту. Ще одна особливість Чорнобаю пов'язана з броварнею, заснованою 1845 року. Вона була першим підприємством харчової промисловості повітового центру. Вінок із зелених пагонів хмелю, що обрамляє щит герба, є відображенням цього періоду в історії Чорнобая. Вплетена у вінок хмелю стрічка з написом «Чорнобай» говорить про належність цього герба селищу міського типу Чорнобай.

## Герб радянського періоду
За часів Радянського Союзу 1988 року був затверджений такий герб: у зеленому полі два золотих снопи в стовп. У золотій базі — чорна гора. Чорна глава обтяжена золотою назвою міста в російській транскрипції «Чернобай».